# NGC 1030
NGC 1030 è una vasta galassia a spirale situata nella costellazione dell'Ariete, a una distanza di circa 400 milioni di anni luce dalla nostra Via Lattea.

## Scoperta
La galassia è stata scoperta il 25 ottobre 1786 dall'astronomo britannico di origine tedesca William Herschel.

## Descrizione
NGC 1030 presenta una larga riga a 21 cm dell'idrogeno neutro.